# Comuna Șevcenkivka, Vasîlkiv
Șevcenkivka (în ucraineană Шевченківка) este o comună în raionul Vasîlkiv, regiunea Kiev, Ucraina, formată din satele Cervone, Cervone Pole și Șevcenkivka (reședința).

## Demografie
Componența lingvistică a comunei Șevcenkivka
     Ucraineană (99,19%)
     Alte limbi (0,81%)
Conform recensământului din 2001, majoritatea populației comunei Șevcenkivka era vorbitoare de ucraineană (99,19%), existând în minoritate și vorbitori de alte limbi.